# Prümzurlay
Prümzurlay település Németországban, Rajna-vidék-Pfalz tartományban. Lakosainak száma 568 fő (2023. december 31.).

## Népesség
A település népességének változása:
| Lakosok száma | 296  | 546  | 565  | 570  | 580  | 568  |
|               | 1975 | 2017 | 2019 | 2021 | 2022 | 2023 |